# Paschalis III
Paschalis III, właśc. Guido di Crema (ur. ok. 1110 w Cremie, zm. 20 września 1168 w Rzymie) – włoski duchowny katolicki, kardynał, antypapież w okresie od 22 kwietnia 1164 do 20 września 1168.

## Życiorys
Pochodził z miasta Crema w Lombardii z rodziny hrabiów Camisano. W 1144 roku Lucjusz II mianował go kardynałem diakonem, a w 1145 papież Eugeniusz III nadał mu kościół tytularny S. Maria in Portico. W 1148 był legatem w Polsce w celu upomnienia się o prawa księcia Władysława II, pierworodnego syna Bolesława Krzywoustego, wygnanego przez młodszych przyrodnich braci. Guido rzucił wówczas klątwę na braci Władysława i ich stronników, nie zdołał jednak wyegzekwować przywrócenia go na tron. W następnych latach był jednym z liderów frakcji procesarskiej w kurii papieskiej. Na przełomie 1152/53 uczestniczył w negocjacjach, które doprowadziły do zawarcia tzw. Traktatu z Konstancji między cesarzem Fryderykiem I a Stolicą Apostolską. Traktat ten nie przetrwał długo, gdyż już wkrótce wybrany w 1154 papież Adrian IV popadł z cesarzem w konflikt i zawarł sojusz z sycylijskimi Normanami. Kardynał Guido wraz z grupą kilku innych kardynałów był przeciwnikiem tej zmiany polityki papiestwa, mimo to w marcu 1158 Adrian IV promował go do rangi kardynała prezbitera Santa Maria in Trastevere. Sygnował bulle papieskie między 18 czerwca 1144 a 23 maja 1159. W trakcie podwójnej elekcji w 1159 poparł wybór procesarskiego kandydata Wiktora IV, i stał się jednym z jego najgorliwszych stronników. Sygnował bulle Wiktora IV między jesienią 1159 a 18 kwietnia 1164. Jako legat we Francji bezskutecznie usiłował nakłonić władców Francji i Anglii do poparcia antypapieża. Po śmierci Wiktora IV w Lukce (20 kwietnia 1164) został naznaczony na nowego antypapieża przez Rainalda z Dassel, arcybiskupa Kolonii i zatwierdzony przez „wiktoryńskich” kardynałów (22 kwietnia 1164). Przyjął imię Paschalis III. Sakrę biskupią przyjął od biskupa Henryka z Liège 26 kwietnia.
Nowy antypapież miał duże problemy ze zdobyciem uznania. Po śmierci Wiktora IV znaczna część niemieckiego episkopatu uznała Aleksandra III i była przeciwna kontynuowaniu schizmy. Również cesarz Fryderyk Barbarossa początkowo się wahał, ostatecznie jednak na synodzie w Würzburgu w maju 1165 uznał go i wymusił to samo na niemieckich i północnowłoskich biskupach; oporni byli pozbawiani urzędu. W rewanżu Paschalis w dniu 8 stycznia 1166 kanonizował w Akwizgranie Karola Wielkiego, na co nalegał Fryderyk. Wiadomo, że podczas kanonizacji byli obecni biskupi z Polski, co świadczy, że również Polska wspierała wówczas antypapieża. Poza Cesarstwem i Polską, Paschalis miał jednak praktycznie zerowe poparcie, a i w samym Cesarstwie (zwł. w Bawarii i Lombardii) istniała dość silna opozycja przeciw niemu. W listopadzie 1165 Aleksander III powrócił do Rzymu, a antycesarski bunt w Lombardii doprowadził do wygnania prawie wszystkich biskupów wspierających Paschalisa i zastąpienia ich aleksandryjczykami. Dopiero zbrojna interwencja Fryderyka I we Włoszech w 1167 doprowadziła do częściowego spacyfikowania buntu i umożliwiła Paschalisowi zainstalowanie się w Rzymie. Tam 22 lipca 1167 został uroczyście intronizowany i koronowany, a 1 sierpnia koronował (powtórnie) Fryderyka I i jego żonę Beatrycze. Zmarł nieco ponad rok później w Rzymie, bez pojednania z Aleksandrem III.